# Sveriges Förenade HBTQ-studenter
Sveriges Förenade HBTQIA+-studenter (SFQ) grundades på initiativ av gaystudentriksdagen i Linköping 22-24 maj 1999 och är en paraplyorganisation för ett 10-tal av Sveriges HBTQIA+-studentföreningar.
Förbundets syfte är att arbeta för att förbättra situationen för HBTQIA+-studenter (homosexuella, bisexuella, transpersoner och queer-personer) på universitet och högskolor och verka som HBTQIA+-studentrörelsens språkrör. SFQ arbetar politiskt och strategiskt med HBTQIA+-frågor med en queerfeministisk bas.
Huvudsakliga aktiviteter är kamp mot heteronormativitet och cisnormativitet i högre utbildning, bevakning av lärosätens arbete med diskrimineringsfrågor, stöd till lokalavdelningar, föreläsningsverksamhet samt stöd till andra europeiska HBTQ+-organisationer som behöver det.
I maj 2015 publicerade SFQ rapporten Avslöja heteronormen! om cis- och heteronormer i högskolan. I november 2015 publicerade SFQ handboken Examen i rätt personnummer om tillvägagångssätt för utfärdande av nytt examensbevis efter ändrad juridisk könstillhörighet. Under 2016/2017 jobbar SFQ på ett projekt som heter Making Space: Raising hidden voices in the Swedish LGBTQ+ community. 
SFQ är medlem i ANSO, Association of Nordic and Pol-Balt LGBTQ Student Organizations, och i IGLYO, International Gay, Lesbian, Bisexual, Transgender and Queer Youth and Student Organization. SFQ verkar också i Polen/Baltikum-gruppen, ett svenskt nätverk för stöd av mänskliga rättigheter runt Östersjön.

## Namnbyte från SFG till SFQ
Tidigare kallades förbundet för Sveriges Förenade Gaystudenter (SFG), men namnet ansågs vara förlegat och trångbott. Den 25 november 2007 beslutade medlemsföreningarna att ändra namnet till Sveriges Förenade HBTQ-studenter (SFQ). Genom att man i det nya namnet ändrade Gaystudenterna till HBTQ-studenterna, tydliggjorde man den mångfald som finns i förbundet och inkluderade därmed alla som vill arbeta mot heteronormativteten på universitet och högskolor.

## Förbundsordförande
| Period    | Ordförande                                                             |
| --------- | ---------------------------------------------------------------------- |
| 1999      | (interimsstyrelse) Daniel Lindqvist, Harriet Flyborg, Mattias Hellberg |
| 2000      | Daniel Lindqvist, Patrik Åkesson.                                      |
| 2001      | Benny Österlund                                                        |
| 2002      | Mika Nielsen                                                           |
| 2003–2004 | Daniel Hjalmarsson                                                     |
| 2005      | Maria Hansson                                                          |
| 2006–2008 | Linda Elstad                                                           |
| 2009–2010 | Camilla Nylundh                                                        |
| 2011–2012 | Fej Skantz                                                             |
| 2012      | Ann Kristin Fagerlund                                                  |
| 2013–     | Annika "Antonnika" Perttula                                            |
| 2014      | Catalina Fuentes Araya                                                 |
| 2015      | Catalina Fuentes Araya & Stina S Lundin                                |
| 2016      | Stina Odlingson & Elias Olsson                                         |
| 2017      | Elias Olsson                                                           |
| 2018      | Elias Olsson                                                           |
| 2019      | Nina Huovinen                                                          |
| 2021      | Karl Yves Vallin                                                       |
| 2022-2024 | Xzenu Cronström Beskow                                                 |
| 2025      | Hans-Christian Stoltz                                                  |

(Förbundsordförande för 2025 valdes på förbundets kongress den 19e oktober 2024, men tillträder först de första januari 2025.)